# Brens, Ain

Brens este o comună în departamentul Ain din estul Franței.